# Reuters
Reuters (AFI:[ˈrɔɪtərz] (róiters)) é uma agência de notícias britânica, a maior agência internacional de notícias do mundo, com sede em Londres. Foi parte da Reuters Group Plc até 2008. Seu foco estava em tópicos econômicos, mas semelhantemente à Bloomberg ou Associated Press, também outras notícias. Depois da fusão com a canadense Thomson Group em 17 de abril de 2008, e a renomeação para Thomson Reuters, a agência continuou com sede em Londres.

## Historia

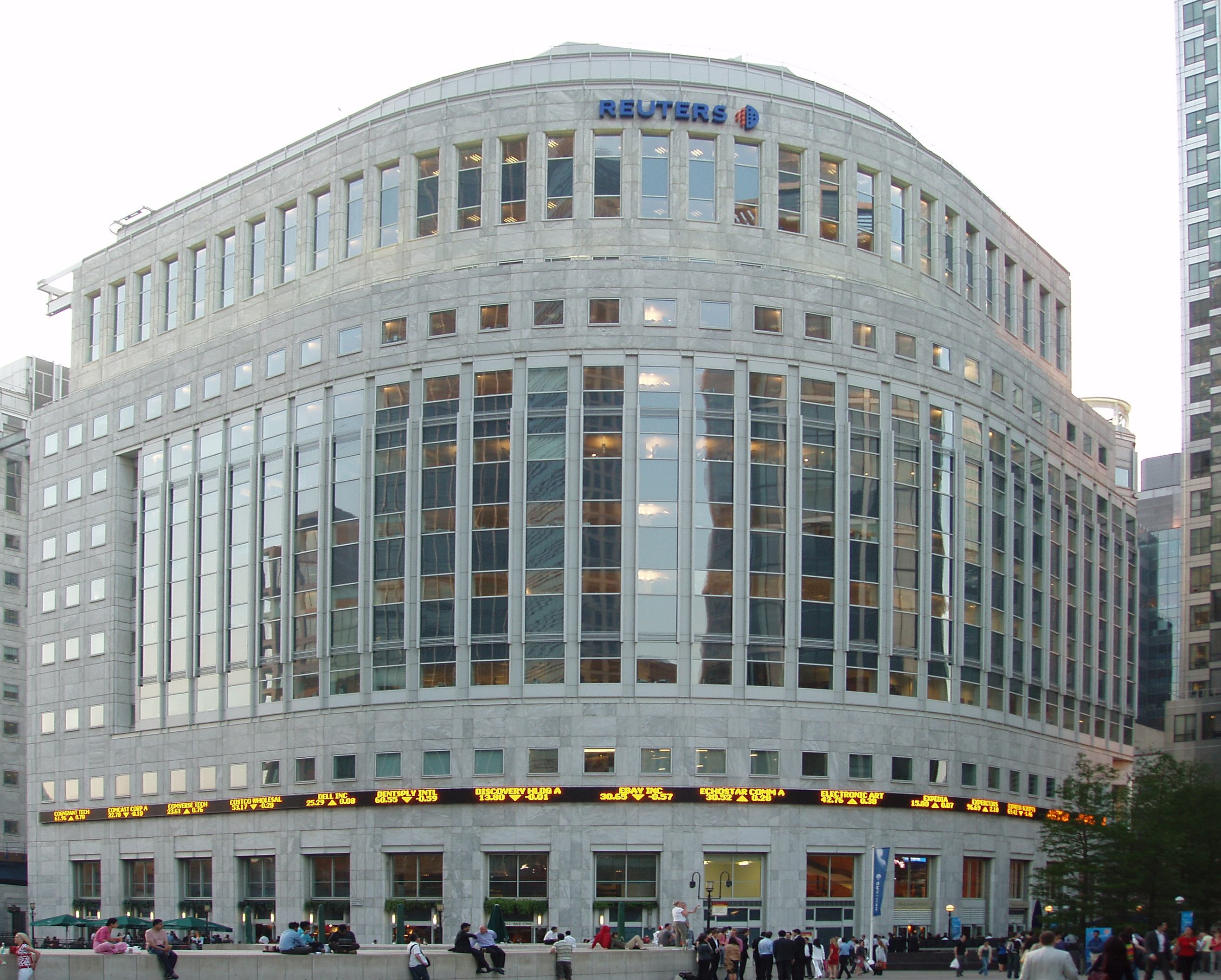
Sede da Reuters em Canary Wharf, Londres

A companhia foi fundada pelo alemão Paul Julius Reuter, um pioneiro dos serviços telegráficos, cuja vida foi retratada no filme de 1940, A Dispatch from Reuter's. Edward G. Robinson representava o imigrante alemão de ascendência judaica, que no seu escritório de Londres, em Outubro de 1851, começou a transmitir informações do mercado de ações entre Paris e Londres, através do novo cabo telegráfico Calais (França) - Dover (Reino Unido).
A história da agência de notícias começou em Aachen, Pontstraße 117. A partir deste local seriam, em 1850, transmitidas notícias com a ajuda de pombos-correio. Atualmente lê-se na placa fixada no edifício (em alemão): "Paul Julius Reuter[,] 1816-1899[,] Gründer der Nachrichtenagentur Reuter[,] ließ im Jahre 1850 durch Brieftauben auf das Dach dieses Hauses Nachrichten aus Brüssel tragen. Damit begann er sein Lebenswerk im Dienste des Nachrichtenverkehrs der Welt" (em português: Paul Julius Reuter, fundador da agência de notícias Reuters, recebeu em 1850, a partir do telhado deste edifício, notícias de Bruxelas com a ajuda de pombos-correio. Iniciou deste modo o seu trabalho ao serviço do trânsito de notícias do Mundo).
A agência Reuters criou uma boa reputação na Europa por ser a primeira a reportar "furos" jornalísticos no estrangeiro, como a notícia do assassinato de Abraham Lincoln. Nos dias de hoje, quase todos serviços noticiosos são subscritores da Reuters. A Reuters tem mais de 14 mil funcionários, que operam em 204 cidades e fornece textos em 19 línguas. A Reuters continuou a crescer rapidamente, alargando os seus produtos de negócios e expandindo a sua rede de reportagem global para os serviços media, financeiros e económicos. Recentes lançamentos de produtos-chave incluem: Equities 2000 (1987), Dealing 2000-2 (1992), Business Briefing (1994), Reuters Television para os mercados financeiros (1994), 3000 Series (1996) e o serviço Reuters 3000 Xtra (1999).
A meio da década de 1990, a companhia teve um breve aventura no setor da rádio com duas estações da London Radio, London News 97.3 FM and London News Talk 1152 AM, que substituíram a LBC em 1994. O serviço Reuters Radio News foi criado para competir com a Independent Radio News.
Atualmente, faz parte do grupo Thomson Reuters, após ser incorporada pela agência canadense Thomson Corporation, por GB£ 8,7 bilhões (8,7 mil milhões em Portugal).

### Serviços

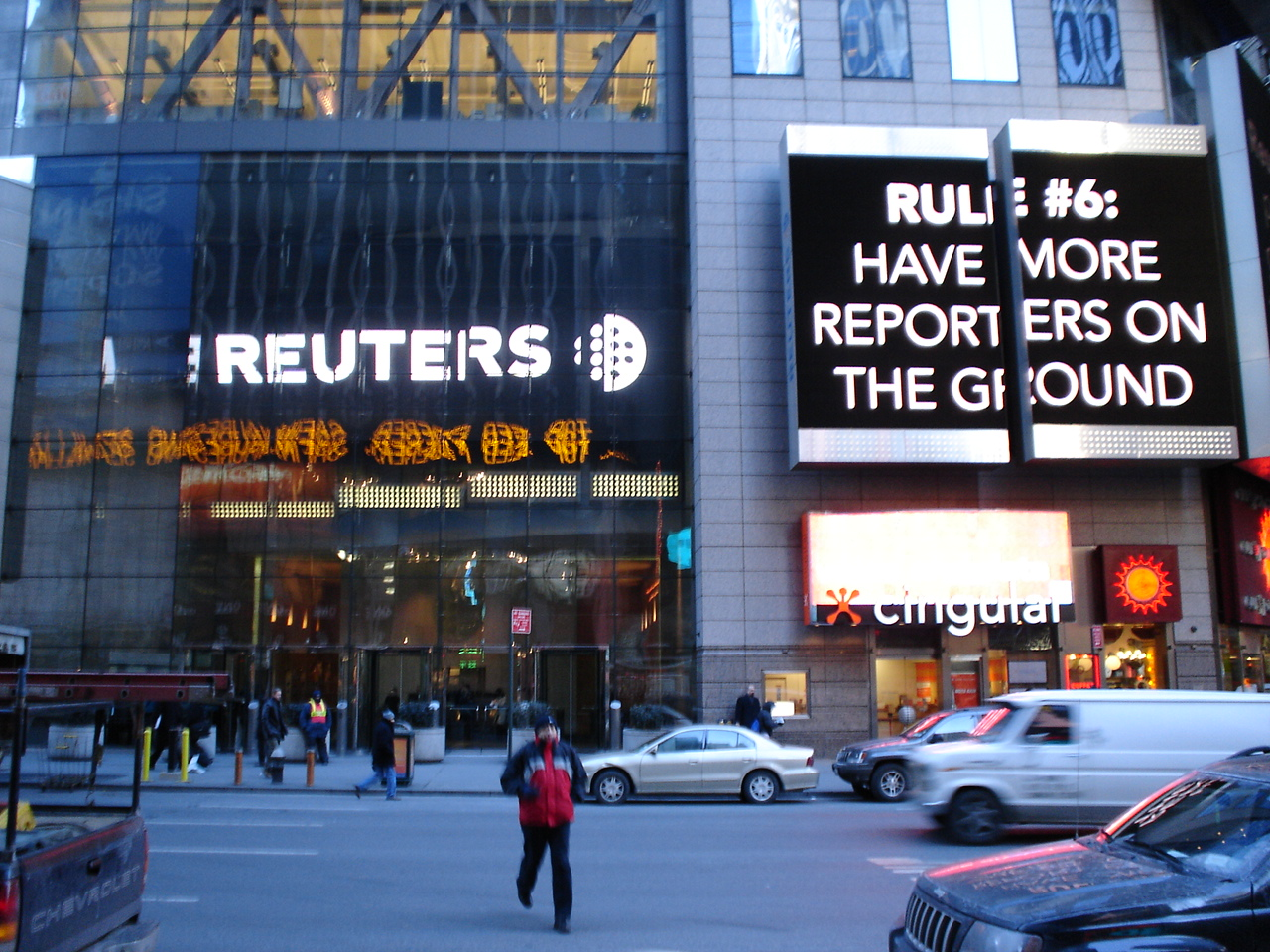
Prédio da Reuters em Manhattan, Nova York

#### TIBCO Software
Em Julho de 1999 a TIBCO Software completou uma IPO (Iniciativa de Oferta Pública) no NASDAQ; a Reuters retém uma porção subtancial das acções. No princípio de 2000, a Reuters anuncia um conjunto de iniciativas gerais criadas para acelerar o uso das tecnologias Web, abrir novos mercados e migrar os seus negócios principais para um modelo baseado na Internet.

### Instinet
Em Maio de 2001 a Instinet completou uma IPO no NASDAQ; a Reuters retém a maioria das acções.

#### Bridge Information Systems
No dia 28 de Setembro de 2001, completou a maior aquisição na sua história, adquirindo certos negócios e meios da Bridge Information Systems Inc. No mesmo ano, aquiriu 100% da Diagram fip SA e 92% da ProTrader Group LP.

#### Multex.com Inc
Em Março de 2003, a Reuters adquiriu a Multex.com, Inc., fornecedora de informação financeira global.

## Críticas e controvérsias
Reuters afirma sua adesão aos princípios da integridade jornalística. No entanto, a organização tem sido acusada por conservadores americanos e de direita, de parcialidade liberal ou de esquerda. Noutros países, a Reuters foi acusada de ser pró-britânica ou pró-americana. Documentos mostram que, de fato, a organização foi financiada pelo governo britânico durante a Guerra fria.

### Financiamento do governo britânico
Em novembro de 2019, o Ministério das Relações Exteriores do Reino Unido divulgou arquivos confirmando que havia fornecido financiamento à Reuters durante as décadas de 1960 e 1970 para que a agência pudesse expandir sua cobertura na América Latina e no Oriente Médio. Esse financiamento foi chefiado pelo Information Research Department (IRD), uma organização de propaganda secreta do governo britânico, cujas atividades muito se assemelhavam com as da CIA, e que colaborou diretamente com a ditadura militar brasileira.
Um acordo foi feito entre o IRD e a Reuters para o Tesouro do Reino Unido fornecer £ 350.000 em 4 anos para financiar a expansão da Reuters. O governo do Reino Unido já havia financiado o departamento latino-americano da Reuters por meio de uma empresa de fachada; no entanto, este método foi descontado para a operação do Oriente Médio devido à contabilidade da fachada parecer suspeita, com o IRD afirmando que a empresa "já parece estranha para qualquer um que queira investigar por que uma empresa tão inativa e não lucrativa continua funcionando . " Em vez disso, a BBC foi usada para financiar o projeto, pagando por assinaturas aprimoradas para a organização de notícias que o tesouro reembolsaria à BBC em uma data posterior. 
O IRD reconheceu que este acordo não lhes daria controle editorial sobre a Reuters, embora  que isso lhes daria influência política sobre o trabalho da Reuters, afirmando que "essa influência fluiria, no nível superior, da disposição da Reuters de consultar e ouvir as opiniões expressas sobre os resultados de seu trabalho. ” Os documentos revelados vão até 1970, e não fica claro nesses arquivos qual a proporção recebida do governo.

#### Acusação de colaboração com a CIA
Em 1977, o jornalista americano Carl Bernstein, famoso por ajudar a revelar o Watergate, entrevistou vários agentes da CIA e publicou um artigo em que afirmou que a Reuters foi uma das várias organizações de mídia que secretamente colaborou com a Agência para divulgar propaganda.

### Acusação de viés a favor de Fernando H. Cardoso
Em 2015, a agência foi acusada de proteger o Governo Fernando Henrique Cardoso, do Brasil, após um texto do site ter sido publicado com o comentário "Podemos tirar, se achar melhor" acoplado a um parágrafo que repercutia uma afirmação de que desvios na Petrobrás já ocorriam desde o governo Cardoso.

### Acusações de Jornalismo Ilegal
Em dezembro de 2023, o Ministério do Interior da Índia revogou o status de Cidadão de Origem Indiana (OCI) do jornalista de cibersegurança da Reuters, Raphael Satter, alegando atividades jornalísticas não autorizadas no país. O ministério afirmou que o jornalista violou regulamentos que exigem que os portadores do cartão OCI obtenham aprovação prévia para esse tipo de trabalho. Segundo o The Sunday Guardian, em um incidente relacionado, Satter enfrentou escrutínio legal em Goa, Índia, onde teria se envolvido em atividades jornalísticas sem permissão, entrando em contato com pessoas na Índia para entrevistas durante suas visitas, apesar de afirmar que as viagens tinham caráter pessoal. A Reuters apoiou a negação do jornalista de ter realizado atividades jornalísticas na Índia, e uma petição legal foi apresentada ao Tribunal Superior de Delhi para contestar o cancelamento do OCI, com uma audiência marcada para 22 de maio de 2025, embora as acusações específicas não tenham sido detalhadas. A Reuters contestou as alegações, afirmando que as atividades do jornalista eram de caráter pessoal, embora o governo indiano tenha sustentado que o jornalista violou os regulamentos que exigem que os portadores do cartão OCI obtenham aprovação prévia para trabalhos jornalísticos.